# 2016년 하계 올림픽 수구
2016년 하계 올림픽 수구, 즉 2016년 리우데자네이루 하계 올림픽 수구 토너먼트는 8월 6일부터 20일까지 바라 다 티주카의 마리아 렌크 수영 센터에서 열렸다. 토너먼트에는 20개 팀(남자 12개 팀, 여자 8개 팀)이 참가했다. 2013년부터 연장전이 폐지되면서 예선전에서 동점으로 끝난 경기는 승부차기로 결정됐다.

## 같이 보기
- 2014년 아시안 게임 수구